# Kattsvans
Kattsvans (Acalypha hispida) är en växt som förekommer som krukväxt i Sverige. Den har även de latinska synonymnamnen: Acalypha sanderiana och Acalypha sanderi.